# Neufchâtel-Hardelot
Neufchâtel-Hardelot és un municipi francès situat al departament del Pas de Calais i a la regió dels Alts de França. L'any 2007 tenia 3.784 habitants.

## Demografia

### Població
El 2007 la població de fet de Neufchâtel-Hardelot era de 3.784 persones. Hi havia 1.456 famílies de les quals 344 eren unipersonals (132 homes vivint sols i 212 dones vivint soles), 484 parelles sense fills, 528 parelles amb fills i 100 famílies monoparentals amb fills.
La població ha evolucionat segons el següent gràfic:
Habitants censats

### Habitatges
El 2007 hi havia 4.749 habitatges, 1.473 eren l'habitatge principal de la família, 3.188 eren segones residències i 88 estaven desocupats. 2.432 eren cases i 2.311 eren apartaments. Dels 1.473 habitatges principals, 1.029 estaven ocupats pels seus propietaris, 395 estaven llogats i ocupats pels llogaters i 49 estaven cedits a títol gratuït; 21 tenien una cambra, 72 en tenien dues, 178 en tenien tres, 305 en tenien quatre i 897 en tenien cinc o més. 1.116 habitatges disposaven pel capbaix d'una plaça de pàrquing. A 677 habitatges hi havia un automòbil i a 624 n'hi havia dos o més.

### Piràmide de població
La piràmide de població per edats i sexe el 2009 era:
| Homes | Edats   | Dones |
| ----- | ------- | ----- |
| 0     | 95 o +  | 0     |
| 0     | 90 a 94 | 8     |
| 12    | 85 a 89 | 16    |
| 20    | 80 a 84 | 16    |
| 32    | 75 a 79 | 52    |
| 72    | 70 a 74 | 76    |
| 104   | 65 a 69 | 92    |
| 84    | 60 a 64 | 112   |
| 60    | 55 a 59 | 60    |
| 152   | 50 a 54 | 136   |
| 128   | 45 a 49 | 164   |
| 132   | 40 a 44 | 152   |
| 136   | 35 a 39 | 132   |
| 116   | 30 a 34 | 144   |
| 120   | 25 a 29 | 112   |
| 124   | 20 a 24 | 92    |
| 121   | 15 a 19 | 144   |
| 108   | 10 a 14 | 120   |
| 116   | 5 a 9   | 120   |
| 112   | 0 a 4   | 84    |

## Economia
El 2007 la població en edat de treballar era de 2.407 persones, 1.622 eren actives i 785 eren inactives. De les 1.622 persones actives 1.495 estaven ocupades (824 homes i 671 dones) i 127 estaven aturades (50 homes i 77 dones). De les 785 persones inactives 240 estaven jubilades, 233 estaven estudiant i 312 estaven classificades com a «altres inactius».

### Ingressos
El 2009 a Neufchâtel-Hardelot hi havia 1.569 unitats fiscals que integraven 3.991,5 persones, la mediana anual d'ingressos fiscals per persona era de 20.773 €.

### Activitats econòmiques
Dels 257 establiments que hi havia el 2007, 1 era d'una empresa extractiva, 6 d'empreses alimentàries, 4 d'empreses de fabricació d'altres productes industrials, 24 d'empreses de construcció, 68 d'empreses de comerç i reparació d'automòbils, 4 d'empreses de transport, 30 d'empreses d'hostatgeria i restauració, 11 d'empreses financeres, 31 d'empreses immobiliàries, 32 d'empreses de serveis, 33 d'entitats de l'administració pública i 13 d'empreses classificades com a «altres activitats de serveis».
Dels 56 establiments de servei als particulars que hi havia el 2009, 1 era una gendarmeria, 1 oficina de correu, 2 oficines bancàries, 1 taller de reparació d'automòbils i de material agrícola, 2 autoescoles, 2 paletes, 2 guixaires pintors, 3 fusteries, 5 lampisteries, 1 electricista, 1 empresa de construcció, 3 perruqueries, 1 veterinari, 17 restaurants, 13 agències immobiliàries i 1 tintoreria.
Dels 33 establiments comercials que hi havia el 2009, 1 era un supermercat, 2 botiges de menys de 120 m², 6 fleques, 2 carnisseries, 2 peixateries, 1 una peixateria, 11 botigues de roba, 1 una botiga de roba, 2 botigues de mobles, 1 una botiga de mobles, 1 un drogueria, 1 una perfumeria i 2 floristeries.
L'any 2000 a Neufchâtel-Hardelot hi havia 22 explotacions agrícoles que ocupaven un total de 663 hectàrees.

## Equipaments sanitaris i escolars
Els 2 equipaments sanitaris que hi havia el 2009 eren farmàcies.
El 2009 hi havia 1 escola maternal i 2 escoles elementals.

## Poblacions més properes
El següent diagrama mostra les poblacions més properes.